# Only by the Night
Only by the Night — четвёртый студийный альбом американской рок-группы Kings of Leon, выпущенный в сентябре 2008 года.
Only by the Night имел коммерческий успех и вошёл в лучшую десятку хит-парадов в 16 странах мира. Получив сертификат платинового 6 раз, он стал самым продаваемым альбомом 2008 года в Австралии и третьим — в Великобритании, где завоевал также две награды Brit Awards. Кроме того, успешно продавались два сингла с альбома: «Sex On Fire» занимал первое место в Ирландии, Великобритании, Австралии и в американском чарте Hot Modern Rock Tracks; второй сингл «Use Somebody» добрался до второй строчки в Великобритании и Австралии, а также стал первым хитом группы, вошедшим в десятку Billboard Hot 100. Диск был номинирован на премию «Грэмми» как лучший рок-альбом, а песня «Sex On Fire» получила две номинации.

## Создание и запись
В сентябре 2007 года солист Калеб Фоллоуилл подтвердил журналу New Musical Express, что создание песен для следующего альбома началось всего через несколько дней после выпуска Because of the Times . Запись проходила в феврале 2008 года в Blackbird Studios в Нэшвилле. Продюсерами выступили Анджело Петраглиа и Джэкуайер Кинг. 23 июня была объявлена дата релиза (22 сентября), а также название нового альбома.

## Релиз
Песню «Crawl» ненадолго выложили на сайте группы для бесплатного скачивания. Однако первым синглом стала «Sex On Fire», выпущенная 15 сентября 2008 года. В тот же день на сайте Last.fm можно было прослушать весь альбом. Музыкальный видеоклип был позднее доступен для просмотра на официальном сайте и YouTube-канале. Песня «Use Somebody» была выпущена в качестве второго сингла в декабре 2008 года и стала большим хитом в США, достигнув 4-го места в Billboard Hot 100, а также в Великобритании, Австралии и нескольких других странах. 2 марта 2009 года вышел третий сингл «Revelry».
«Notion» стала четвёртым синглом с альбома. Видео было выпущено 1 июня, а на радио песня появилась 29 июня. Она стала ещё одним успехом группы, достигнув первой строки в биллбордовском чарте Alternative Songs. На австралийском радио в качестве четвёртого сингла появилась песня «Manhattan». Она провела четыре недели и добралась до 38-го места в хит-параде синглов и до второго места в национальном чарте радиоротаций, а также активно ротировалась на радиостанциях Великобритании, таких как Xfm.

## Список композиций
Слова и музыка всех песен — Kings of Leon.
| №                   | Название            | Длительность |
| ------------------- | ------------------- | ------------ |
| 1.                  | «Closer»            | 3:57         |
| 2.                  | «Crawl»             | 4:06         |
| 3.                  | «Sex on Fire»       | 3:23         |
| 4.                  | «Use Somebody»      | 3:50         |
| 5.                  | «Manhattan»         | 3:24         |
| 6.                  | «Revelry»           | 3:21         |
| 7.                  | «17»                | 3:05         |
| 8.                  | «Notion»            | 3:00         |
| 9.                  | «I Want You»        | 5:07         |
| 10.                 | «Be Somebody»       | 3:47         |
| 11.                 | «Cold Desert»       | 5:34         |
| Общая длительность: | Общая длительность: | 42:55        |

| №  | Название                                                          | Длительность |
| -- | ----------------------------------------------------------------- | ------------ |
| 1. | «Frontier City» (Vinyl and iTunes deluxe version)                 | 3:37         |
| 2. | «Beneath the Surface» (B-side to Sex on Fire & Japan bonus track) | 2:48         |

| №  | Название                     | Длительность |
| -- | ---------------------------- | ------------ |
| 1. | «King of the Rodeo» (live)   | 2:48         |
| 2. | «Slow Night, So Long» (live) | 3:09         |
| 3. | «Fans» (live)                | 4:01         |
| 4. | «Molly's Chambers» (live)    | 2:25         |
| 5. | «My Party» (live)            | 4:01         |
| 6. | «Arizona» (live)             | 4:48         |
| 7. | «Charmer» (live)             | 3:34         |

| №  | Название       | Длительность |
| -- | -------------- | ------------ |
| 1. | «Use Somebody» |              |
| 2. | «On Call»      |              |
| 3. | «Sex on Fire»  |              |
| 4. | «Crawl»        |              |
| 5. | «Manhattan»    |              |

## Участники записи
- Калеб Фоллоуилл — вокал, ритм-гитара
- Мэтью Фоллоуилл — соло-гитара, вокал
- Джаред Фоллоуилл — бас-гитара, вокал
- Натан Фоллоуилл — ударные, перкуссия, вокал
- Анджело Петраглиа — клавишные на «Revelry»
- Джэкуайер Кинг — клавишные на «Use Somebody»

## Чарты и сертификации
| Страна         | Чарт                    | М1 | М2                        | Сертификация          |
| -------------- | ----------------------- | -- | ------------------------- | --------------------- |
| Австралия      | ARIA                    | 1  | 1 (2008) 7 (2009)         | 9× Платиновый (ARIA)  |
| Австрия        | IFPI                    | 6  | 37 (2009)                 | Платиновый (IFPI)     |
| Фландрия       | Ultratop                | 1  | - 2008: № 29 - 2009: № 1  | 2× платиновый (IFPI)  |
| Валлония       | Ultratop                | 29 | - 2008: № 29 - 2009: № 1  | 2× платиновый (IFPI)  |
| Великобритания | UK Albums Chart         | 1  | - 2008: № 3 - 2009: № 5   | 5× Платиновый (BPI)   |
| Германия       | Media Control Charts    | 16 | - 2009: № 6               | Платиновый (IFPI)     |
| Дания          | IFPI                    | 5  | - 2009: № 17              | Платиновый (IFPI)     |
| Европа         | European Top 100 Albums | —  | - 2009: № 2 - 2010: № 44  | 3× Платиновый (IFPI)  |
| Ирландия       | IRMA                    | 1  | - 2008: № 1 - 2009: № 12  | 5× Платиновый (IRMA)  |
| Испания        | PROMUSICAE              | 58 |                           |                       |
| Италия         | FIMI                    | 51 |                           |                       |
| Канада         | Canadian Albums Chart   | 2  | - 2009: № 7               | 3× Платиновый (CRIA)  |
| Мексика        | AMPROFON                | 27 |                           |                       |
| Нидерланды     | MegaCharts              | 3  | - 2008: № 64 - 2009: № 10 |                       |
| Новая Зеландия | RIANZ                   | 1  | - 2008: № 2 - 2009: № 8   | 5× Платиновый (RIANZ) |
| Норвегия       | VG-lista                | 7  |                           |                       |
| Польша         | OLiS                    | 9  |                           | Золотой (ZPAV)        |
| Португалия     | AFP                     | 24 |                           |                       |
| США            | Billboard 200           | 4  | - 2009: № 11              | Платиновый (RIAA)     |
| Финляндия      | YLE                     | 6  |                           | Золотой (IFPI)        |
| Франция        | SNEP                    | 38 |                           |                       |
| Швеция         | Sverigetopplistan       | 4  |                           | Золотой (IFPI)        |
| Швейцария      | Media Control Europe    | 10 | - 2009: № 48              | Золотой (IFPI)        |
| ЮАР            | SA Top 20               | 2  |                           | Платиновый (IFPI)     |

- М1 — максимальная позиция в еженедельном чарте; М2 — место в итоговом чарте за год.

## История издания
| Страна               | Дата             | Лейбл             | Формат                   | Номер по каталогу |
| -------------------- | ---------------- | ----------------- | ------------------------ | ----------------- |
| Австралия / Ирландия | 19 сентября 2008 | Sony / Sony BMG   | CD, Цифровая дистрибуция | 88697327122       |
| Великобритания       | 22 сентября 2008 | Columbia / RCA    | CD, Цифровая дистрибуция | 88697351992       |
| Великобритания       | 22 сентября 2008 | RCA Victor Europe | LP                       | 732712            |
| США                  | 23 сентября 2008 | RCA               | CD, Цифровая дистрибуция | 88697-32712-2     |
| США                  | 23 сентября 2008 | Control           | 2xLP                     | 40243             |
| Бразилия             | 24 октября 2008  | Sony BMG          | CD, Цифровая дистрибуция | 886973271223      |